# NosTale
NosTale es un videojuego MMORPG desarrollado por Entwell Co y publicada inicialmente fuera de Corea del Sur por Gameforge (actualmente también se encuentra en la plataforma de Steam).
Al igual que los otros juegos de la publicadora Gameforge (4Story, Metin2, AirRivals y Cabal Online) es un juego en su totalidad gratuito, aunque los jugadores pueden obtener beneficios que los ayuden en su aventura virtual a cambio de una determinada suma de dinero. Esta suma puede ser efectuada mediante PayPal, Paysafecard, Tarjeta de crédito entre otros métodos.
Al igual que los juegos anteriormente mencionados, NosTale también consta de un sistema de juego de rol-masivo más conocido como MMORPG (massive multiplayer en línea role playing game, textual: juego masivo multijugador en línea de rol) el cual comúnmente se juega haciéndote más poderoso a medida que el jugador caza monstruos, completa misiones, interactúa con el ambiente y obtiene recompensas. 
La característica más singular de los MMORPGs es la posibilidad de relacionarse con un sinfín de jugadores de todo el mundo; presentándoles opciones como duelos, grupos, familias, conversaciones y, en el caso de NosTale, hasta existe la posibilidad de casarse.

## Servidores
(Actualmente esta información está desactualizada) 
-Europa: Dragonveil  Este servidor surge por la fusión de otros grandes servidores en su momento como podría ser Infinity, Theia y otros, por ello es que es el servidor más poblado actualmente y alcanza picos muy altos en los cuales todos los canales están ocupados con un gran flujo de usuarios. 
-Internacional: Valehir Este servidor es la fusión de los anteriores servidores internacionales s1,s2,s3 y otros antiguos, es el segundo servidor más poblado.
Cada servidor estructura varios canales.
Hay servidores específicos de cada región como el de Alemania, Italiano, Francia, Polonia, Español, cada uno posee una cantidad de usuarios que es muy inferior a los dos servidores nombrados, todos los servidores tienen 7 canales, que son secciones en las que se pueden dividir los personajes en cada mapa.

## Poder de los elementos
Antiguamente, los humanos y las criaturas míticas vivían en Armonía con la naturaleza en un mundo pacífico creado por la Diosa Ancelloan. Durante este tiempo, fueron surgiendo pueblos como los Kenkos, Koaren y Catsy que vivían en su propio mundo y lejos de los humanos. Los Espíritus del Bosque enseñaron a los habitantes a utilizar los poderes de los elementos y en un dos por tres estos empezaron a tener poder sobre el Fuego, Agua, Luz y Tinieblas.
Entre los humanos y el pueblo apartado de los Kenkos se originó una comunidad amistosa, lamentablemente, esta paz no duró mucho tiempo. Mientras el pueblo de los Kenkos se rebela contra las inhumanas condiciones de trabajo en las minas, van empezando los indicios de discordia y de conspiración. Los habitantes de la Costa Este requieren de la ayuda de guerreros intrépidos para poder afrontar esta rebelión

## Llegada de los aventureros
Aventureros, jóvenes e inexpertos viajaron desde muy lejos al poblado de NosVille para participar en una gran batalla. Bajo carencia y esfuerzos, estos aventureros fueron formados en las diferentes artes de la lucha. Algunos de ellos se convirtieron en maestros de la magia, otros se especializaron en ser espadachines y otros quisieron ser arqueros. Ahora estos guerreros valientes recorren el mundo en busca de tesoros y retos.

## Especificaciones
Se requiere un teclado y mouse para la interacción, donde el teclado permite el chat con los demás jugadores, el uso de comandos y algunos ataques, como el mouse que permite el movimiento en los diferentes mapas del juego.

### Nuevo personaje o sesión de juego
Tras descargar el cliente, al instalar el juego y abrirlo se debe crear un nuevo avatar (si es la primera vez que se juega) definiendo su género (masculino o femenino), su peinado y el color de su cabello, entre 8 variedades. Luego se ingresa al mundo virtual para comenzar a jugar. Momento en el que se inicia el tutorial.
Como en todos los MMORPGs, el jugador maneja un personaje virtual(avatar) el cual interactúa con el medio y con los demás avatares, que representan al resto de jugadores.

### Profesiones (Clases)
Cada jugador nuevo que entra en NosVille empieza como aventurero experto, pero a través de un entrenamiento fuerte, que deberá llevar a cabo siguiendo los pasos de Mimi Mentor, puede convertirse en un héroe.
Después de alcanzar el nivel de combate 15 y el nivel de profesión 20, puede cambiar su profesión y decidir a qué clase desea pertenecer. Aparecerá el mensaje "Puedes echar solicitud para cambio de profesión en NosVille" en la ventana del servidor. Finalmente la profesión podrá ser cambiada tras visitar a Mimi Mentor (NosVille) o a Lucía (Mercado de Port Alveus). Las opciones son: Espadachín, Arquero y Mago. Para poder cambiar la profesión es necesario quitarse el equipamiento (todos los objetos de equipamiento que estén marcados con "sólo Aventureros") antes de hablar con el NPC. Además, al realizar el cambio, se entregará un nuevo equipamiento apropiado para continuar la aventura.
Cada clase consta de unas características determinadas, siendo el estilo de combate la más importante. Otras son el nivel de vida (HP), de magia (MP), de velocidad de desplazamiento y SP (tarjetas de especialista) que pueden ser empleadas:
- Espadachín. El espadachín se esfuerza en combatir con honor y justicia. Ha sido entrenado para la lucha cuerpo a cuerpo. Goza de gran cantidad de puntos de HP y defensa, lo que lo convierte en el perfecto tanque. Sus ataques suelen dañar a varios enemigos, siempre que estén dentro de su área de alcance.

- Arquero.El arquero lucha en nombre de la naturaleza con la velocidad de un zorro y la vista de un águila. Aunque parezca ser frío y distante, él posee una sabiduría infinita, la cual puede utilizar a su favor. Las antiguas tradiciones incluyen el conocimiento sobre la utilización de venenos y el uso de energía de la naturaleza. El arquero es capaz de utilizar sus armas con una precisión mortal, sea en la lucha cuerpo a cuerpo o en la lucha a larga distancia.

- Mago. El mago puede ver más allá del horizonte de los humanos, e incluso en otros mundos y dimensiones. Él conoce la fuerza de la naturaleza y la puede manejar muy bien. Además es muy sensible y servicial. El mago utiliza ataques mágicos asombrosos y posee armas místicas que asombran a los demás. Con estas armas tiene el poder de curar o maldecir.[2]

### Tarjetas especialista (SP)
Las tarjetas de especialista, también conocidas como Specialist Card, son tarjetas que un jugador obtiene durante el transcurso del juego. La mayoría son extremadamente útiles ya que cuando uno la utiliza encarna otro personaje con sus mismas habilidades y dependiendo de la tarjeta se dicta si se usan las armas principales o secundarias de un personaje.
SP1: Obtenible al nivel 36. (Mediante gema del alma (Misión))
SP2: Obtenible al nivel 45. (Mediante gema del alma (Misión))
SP3: Obtenible al nivel 55. (Mediante gema del alma (Misión))
SP4: Obtenible al nivel 65. (Mediante gema del alma (Misión))
SP5 (Fuego): Obtenible al nivel 75. (Mediante Raid Lord Draco o Acumulación de 50 Garras de Draco (dadas al finalizar el Raid)) 
SP6 (Agua): Obtenible al nivel 80. (Mediante Raid Glacerus o Acumulación de 50 Melenas de Glacerus (dadas al finalizar el Raid)) 
SP7 (Tinieblas): Obtenible al nivel 80. (Mediante Raid Caligor en Glacernon o Acumulación de 15 Almas (dadas al matar al Boss))
SP8 (Luz): Obtenible al nivel 70. (Mediante Raid Laurena o Acumulación de 30 gemas (dadas en misiones diarias)

#### Espadachín (Espada)
SP1
- Guerrero: Comúnmente llamado "War". Es una Tarjeta SP de Elemento Fuego. Usa ataques de área, con varios efectos, es una SP con mucha defensa y poco ataque, pero gracias a esto se vuelve el pilar de las formaciones en lo Raid y por su Buff llamada moral que le otorga una gran posibilidad de evadir los ataques enemigos, lo convierte en el mejor tanque del juego bien punteado se convierte en inmortal y en duelos la ventaja de la moral hace que aunque su ataque no sea elevado alargue los duelos y siempre termine llevándose la victoria. En campeonatos de PvP siempre existe el war que acaba entre los 3 primeros lugares lo que lo convierte en una SP formidable en todos los ámbitos .

SP2
- Ninja: Comúnmente llamado "Blade". Es una Tarjeta SP de Elemento Agua. Es una de las SP que el Espada cada vez usa menos debido a que carece de defensa, pero aparte de esto tiene muchas ventajas y en su tiempo era un gran referente del PvP debido a su Habilidad para absorber ataques enemigos y usarlos en su contra esto además de sus numerosos Debuffs, su exclusiva capacidad de curarse la MP lo hace un gran referente del PvP (si se sabe usar). Carece de gran utilidad en otros ámbitos lo cual hace que se convierta en una SP secundaria para los Espadas.

SP3
- Cruzado: Tarjeta SP de Elemento Luz. Muy útil, Ya que el elemento luz es por encima el más importante del juego ya que servirá mucho para el denominado LOD el cual es el principal pilar para aumentar de nivel del lvl 55 al lvl 90, usa el arma secundaria, la ballesta, con elemento luz , comúnmente es un principal "hitter" (Sps Muy útiles para todo el juego). Es criticado por solo contar con 4 ataques, pero el last (último ataque que suele ser el más poderoso) es muy útil y de gran área. Es una por no decir la principal SP de los Espadas , la Primaria que deben tener bien punteada.

SP4
- Berserker: Tarjeta SP de Elemento Tinieblas. Tiene varios ataques fuertes y de área, esta SP en sí puede llegar a ser una de las más poderosas pero al igual que el blade cae a las secundarias por su desventaja ante las demás y su falta de defensa, ésta SP tiene una característica y es que sacrifica defensa a cambio de ataque y velocidad, lo cual la hace devastadora si se sabe usar, es muy útil contra el elemento luz con sus grandes áreas y numerosos debuffs lo hacen una excelente a la hora de enfrentar varios enemigos. Como su uso es específico y no es versátil se convierte en una SP secundaria.

SP5
- Gladiador: Comúnmente llamado "Gladi" Tarjeta SP de Elemento Fuego. Obtenida en el Raid de Lord Draco, cuenta con grandes técnicas, que son de utilidad, su mayor atractivo es su capacidad de realizar un "combo" y la realización de una técnica que reflecta el ataque del enemigo causando daño inmediatamente, a pesar de sus escasas áreas es una SP muy útil y efectiva en los PvP, Raid y Glace.

SP6
- Monje: Tarjeta SP de Elemento Agua. Usa el arma principal. Obtenida en el Raid Glacerus, esta SP, se caracteriza por ser la más utilizada desde su incorporación y la más preferida por la comunidad de espadachines, ya que cuenta con una versatilidad increíble gracias a sus buffs especiales que lo hacen pasar por diferentes etapas otorgándole :

1. Velocidad y ataque equitativamente
2. Defensa en PvP y resistencia a los elementos 
3. Mucho ataque. 

SP7
- Cosechador de almas : Tarjeta de SP de elemento Tinieblas. Obtenida en Raid Caligor, Es una SP que pocas personas usan ya que no tiene muchas áreas pero posee un gran combo con el que el last (ataque más poderoso) duplica su poder lo cual la hace buena en el modo PvP, pero cae a no ser muy utilizada ya que queda por debajo de mejores SPs.

SP8
- Renegado : Tarjeta de SP de elemento Luz y tinieblas. Se obtiene mediante el Raid de Laurena. Se caracteriza por tener múltiples áreas y ser la única que puede usar dos elementos distintos.

#### Arquero
SP1
- Cazador: Comúnmente conocido como "Caza". Es una Tarjeta SP de elemento de agua, posee gran utilidad con sus múltiples ataques y numerosos efectos entre ellos la capacidad de congelar a sus enemigos y además de esto posee 3 buffs de gran ayuda las cuales le brindan: Precisión , Velocidad y Cooldown respectivamente lo cual lo hace útil en todos los campos pero no el mejor, Es del agrado de muchos al poder brindar su buff de velocidad a los demás jugadores.

SP2
- Asesino: Comúnmente conocido como "Assa". Es una Tarjeta SP de elemento de tinieblas, usa el arma secundaria. Es una de las SPs más envidiadas en todo el juego debido a su excesiva capacidad de ataques críticos y hemorragia, perfecto para el PvP ya que además de poseer un ataque altamente elevando su capacidad de absorber los ataques enemigos y que estos se una al ataque y la tasa crítica convierte a esta SP en una de más capaces de acabarte en cuestión de segundos no es muy útil para matar enemigos, además posee una característica única de los Arqueros y es la invisibilidad, que puede resultar muy útil a largo del juego y posee un Cooldown menor que su activación lo cual te ofrece la posibilidad de permanecer invisible indefinidamente, la cual se desactiva con atacar a un enemigo.

SP3
- Destructor: Comúnmente conocido como "Destro". Es una Tarjeta SP de elemento del fuego, posee altos críticos y es la más rápida de las Sp, pero poco poder de ataque lo cual la hace poco atractiva, posee una capacidad muy útil en distintos Raids y es la capacidad de invocar pequeñas minas que atacan al enemigo más cercano causando daño en área.

SP4
- Guardabosques: Comúnmente conocido como "WK" (Wild Keeper en inglés). Es una Tarjeta SP de elemento de la luz, ésta entre y por no decir la SP más funcional de todo el juego, es una SP indispensable en cualquier ámbito exceptuando el PvP, a donde quiera que vayas tiene que haber un WK presente, envidiado por muchos por ser la única SP en la que todos sus ataques son áreas, posee 5 ataques y 4 Buff y 1 Debuff la cual es la más perjudicial del juego, entre sus buff se encuentra 2 de suma importancia como lo son :

- Espíritu de Lobo: Aumenta la velocidad y el ataque en grandes cantidades
- Espíritu de Oso: Agrega Hasta 5000 de HP y MP respectivamente

SP5
- Cañón de fuego:Comúnmente conocido como "Cannon". Es una Tarjeta SP de elemento de fuego, conseguida en el Raid Lord Draco, desde su implementación se volvió muy popular entre los arqueros gracias sus múltiples áreas y sus innumerables stuns , que si se usan a tiempo y entran todos son capaces de inmovilizar a un enemigo por hasta 30 seg, lo cual lo convierte en un referente de PvP y por el alto rango de ataque en un referente para Glacernon, Es una SP muy útil en distintos ámbitos y apreciada por muchos arqueros.

SP6
- Espía: Tarjeta SP de elemento de agua, conseguida en el Raid Glacerus, Una de las SP más potentes para PvP, Es la SP con más rango del juego, ataca a distancias muy largas, y posee altas tasas críticas lo cual la hace una SP fulminante además de esto posee la capacidad de volverse invisible, pero esta es diferente a la del assa a coste de que el Cooldown sea mayor que su duración obtiene la ventaja de que a la hora de ser atacado no le desaparezca la invisibilidad como en el caso del assa, por su fuerte combo y sus golpes críticos la hacen un digno oponente para el PvP y el Glacernon. A pesar de solo poseer 1 ataque en área sus críticos y ventajas la hacen una muy útil SP.

SP7
- Demon hunter(Cazademonios): Comúnmente conocido como "DH" (Demnon Hunter en inglés). Es una Tarjeta SP de elemento tinieblas, conseguida en el Raid Caligor, posee dos características a resaltar, la primera es que posee la mayor hemorragia del juego y la cual es expansiva, y la segunda es que posee grandes ataques en área de hasta 11 campos y estos posee una característica y es que drenan el HP de los enemigos.

SP8
- Ángel Vengador: Es una Tarjeta SP de elemento luz, Se consigue mediante el Raid Laurena. Se destaca por la utilización del las 2 armas en conjunto, además se resalta por su gran velocidad , sus ataques de área y por poseer una Buff muy versátil, capaz de adaptarse a todos los elementos y dar diferentes características.

#### Mago
- Mago Rojo : Tarjeta SP del elemento fuego.

Causa quemaduras muy potentes, así como lluvias de meteoritos. A pesar de su amplio poder de ataque, no tiene muy buena defensa, por eso su táctica es cargarse al enemigo antes de que lo toque. Debido a su rework ya no consume mucho casi nada de MP.
- Mago Sagrado: Tarjeta SP del elemento luz. SP enfocada a la cura individual y grupal. Es esencial para superar satisfactoriamente los raids además de sus buffs o bendiciones. No causa grandes daños, ni tiene muchos ataques que dañen, pero controla el nivel de HP de forma magnífica. Aunque tenga pocos ataques, puede causar muy serios problemas a monstruos del elemento tinieblas, también posee una habilidad que le otorga un escudo a sí mismo que le protege de daños de ataques a cambio de MP,

- Mago Azul: Tarjeta SP del elemento agua. SP de gran poder, que causa ataques de amplias áreas. Puede congelar y aturdir al enemigo, así como usar el hielo para crear un escudo a su alrededor para evitar daños y congelar al rival.

- Pistolero de la Oscuridad: Tarjeta SP del elemento tinieblas.

- Volcano: Tarjeta de SP elemento fuego. SP enfocada al Pvp aunque también es vista en glacernon, muy versátil con ataques de área y de un solo objetivo, la SP de mago más veloz después del poseidón, no es muy usada en Raids o en el reino de la muerte debido a que sus habilidades tienden a acercarse demasiado al enemigo y al ser el mago con la clase de menos defensa puede acabar muerto si se mete en medio de una pelea que incluya de tres a más enemigos.

- Señor de las mareas: Comúnmente conocido como " Pose " (Abrevitura de Poseidón debido a su aspecto similar) .Tarjeta SP del elemento agua. Es la SP todoterreno del mago,

posee muchas áreas, y efectos bastantes útiles que son capaces de detener al oponente para poder atacarlo, su escudo de mana (Burbuja) da muchísima defensa y carga en muy poco tiempo.
- Vidente: Tarjeta SP del elemento tinieblas. Sp enfocada en el Pvp , glacernon y mucho más. Posee muchas áreas, y posee efectos bastantes útiles que son capaces de desgastar al enemigo para detenerlo y matarlo, es la Sp más de todo del mago y la que más defensa obtiene.

- Archimago: Tarjeta de SP del elemento luz. Se obtiene mediante el joyero laurena. Posee las suficientes áreas para el leveo en LoD, lo que facilita al jugador subir rápidamente de nivel. Su característica más notable es su curación, que llega a curar totalmente al personaje y compañero que la reciba.

#### Tarjetas adicionales
- Pijama: obtenida al nivel 27. No es útil para el ataque, por lo que suele ser usada para momentos de diversión. Adquiere gran utilidad durante Navidad, ya que es necesaria para ganar el raid cabeza de muñeco de nieve. Esta tarjeta se puede optimizar gratis durante el evento invierno con unos pergaminos llamados Pergaminos de optimización de la tarjeta del pijama (Pergas pijama)
- Pollo: obtenida como premio en los joyeros del raid pollo. A pesar de sólo tener 3 técnicas, puede causar daño y dispone de una gran velocidad. Durante el evento de Pascua se puede optimizar gratuitamente con unos pergaminos llamados Pergaminos de optimización del disfraz de pollo
- Pirata: obtenida como premio de misión en el evento de verano (2011)-(2014). Emplea ataque a corta y larga distancia, así como mágico.
- Jajamaru: se requiere el nivel 45 y de profesión 38. Es empleada en los raid Namaju y Pollo.

### Tarjetas del compañero
- Aegir*Obtenida como premio en el evento de invierno (2012)-(2014) en las cajas obtenidas tras concluir el Raid cabeza grande de muñeco de Nieve. Necesita que tu compañero sea lvl 30. Es usada por Kliff y Tom. Elemento Agua.
- Barni*Obtenida como premio en el evento de invierno (2012)-(2014) en las cajas obtenidas tras concluir el Raid cabeza grande de muñeco de Nieve. Necesita que tu compañero sea lvl 30. Es usada por Liona y Bob. Elemento Agua.
- Freya*Obtenida como premio en el evento de invierno (2012)-(2014) en las cajas obtenidas tras concluir el Raid cabeza grande de muñeco de Nieve. Necesita que tu compañero sea lvl 30. Es usada por Sakura. Elemento Agua.

- Shinobi el sigiloso *Obtenida como premio en el evento de invierno (2013)-(2014) con los joyeros de agresión del Raid cabeza grande de muñeco de Nieve. Necesito que tu compañero sea lvl 30. Es usada por Tom y Kliff. Elemento Tinieblas.
- Lotus la encantadora *Obtenida como premio en el evento de invierno (2013)-(2014) con los joyeros de agresión del Raid cabeza grande de muñeco de Nieve. Necesito que tu compañero sea lvl 30. Es usada por Liona y Bob. Elemento Tinieblas.
- Orkani el impetuoso *Obtenida como premio en el evento de invierno (2013)-(2014) con los joyeros de agresión del Raid cabeza grande de muñeco de Nieve. Necesito que tu compañero sea lvl 30. Es usada por Sakura. Elemento Tinieblas.

Todas estas tarjetas se pueden obtener desde la reciente actualización en los "Baúles del especialista: Tarjetas del compañero".
- [(Vulpina)]: Obtenida como premio en el evento de halloween (2014) con el joyero de vulpina. Ataque en cuerpo a cuerpo. Se necesita compañero lv 30. Es usada por kliff o tom. Elemento tini
- [(Maru)- (Maru en traje de madre (TEC))]: Obtenida como premio en el evento de Navidad (2014), con el joyero de tigre maru.

. Ataque en cuerpo a cuerpo . Se necesita compañero lv 30. Es usada por kliff o tom.
- [(Arcángel Lucifer)]: Obtenida como premio en el Raid de la bruja Laurena.

.Ataque a distancia. Se necesita compañero lv 30. Es usada por Liona y Bob.
-Es una sp excelente para glace por su efecto que quita bendis a los enemigos.
- [(Genio)]: Obtenida como premio en el evento Navidad (2015) con el joyero de tigre maru.

. Ataque a distancia. Necesita compañero lvl 30. Es usado por la Princesa Sakura.

## Alas
Hay alas especializadas con diferentes bonus que se le pueden agregar a las sps pero estas tienen que cierto nivel de optimización entre más alta la optimización de la sp más grande aparecerán las alas más grandes dependiendo de las alas la sp obtendrá un bonus el cual será:
- El Aumento de ataque aumenta en 1.
- Aumento elemento agua, fuego, tinieblas y luz.
- Ataque extra en forma de sombra con 25% de que pueda aparecer.

Las alas se podrán obtener por medio de cajas de NosMall: se consiguen en la moneda del juego.

Caja de arena de glacernon: Se conseguiría por medio de las monedas de mitrion.

Compra: consiguiendo cierta cifra de oro.

En estas cajas se encuentran las siguientes alas:
- Titanio
- Fuego
- Hielo
- Alas Gélidas
- Ónices
- Doradas
- Arcángel
- Ángel
- Demonio
- Llameantes
- Hada
- Archidemonio

No todas las alas tendrán un bonus especial con la sp a la cual se las quiera poner. Dependiendo de cuáles Alas esta adquirirá unas nuevas alas con bonus especiales.

El diseño de las alas cambia según sea la optimización, en cambio, las Arcángel, Llameantes y Gélidas, se nota el cambio cuando una especialista tiene optimización al +15.

## Sistemas de Combate

### PvP
¿Qué es PvP? PvP (Inglés: Player vs Player) es la denominación para la batalla contra otros jugadores (Jugador contra Jugador). Hay dos tipos de PvP: El primer sistema es un PvP público. En este sistema pueden participar todos los que deseen, además no hay un límite de jugadores. Puede ser llevado a cabo con la ayuda de la Poción para la Batalla en cualquier lugar de la Arena pública o en Glacernon. El segundo sistema es un sistema PvP cerrado, el cual puede ser diputado solamente en zonas especiales, como por ejemplo: en la Arena Congelada o en la Batalla Arco Iris.

Requisitos Para poder entrar en Glacernon, tienes que pertenecer o a la fracción del Ángel o a la del Diablo. Los miembros de familia pertenecen automáticamente a la fracción de la familia. Para cambiar la fracción de la familia, la cabeza de la familia tiene que comprar el huevo deseado(familia) donde Fabián Frost y utilizarlo. Los jugadores sin familia necesitan el huevo (individual) para poder cambiar su fracción.
Entrar en Glacernon Para poder llegar a Glacernon, tienes que viajar con el barco de Leika Passage quien se encuentra den Port Alveus. En el barco tendrás que esperar un cierto tiempo hasta que el barco zarpe. Un viaje con el barco cuesta 1000 unidades de oro.

PvP En cuanto abandones la ciudadela en Glacernon, puedes luchar contra jugadores de la fracción contraria. Estos jugadores pueden ser reconocidos a través de un círculo rojo que se encuentra debajo de sus personajes. No obstante, con ellos no podrás ni chatear ni negociar.

Raid de la Familia La barra del estado de tu fracción irá aumentando mientras vayas eliminando monstruos y jugadores de la fracción contraria. Cuando la barra alcance el 100%, aparecerá Lord Mukraju, quien podrá ser eliminado. Finalmente, se abrirá la entrada del Raid en Bitoren Tundra. La culminación exitosa del Raid será recompensada con una caja de regalos.

##### La Poción para la Batalla
Con esta poción puedes activar el modo PvP en cualquier lugar y a cualquier hora. Tras haber bebido la Poción para la Batalla puedes ser atacado por todos los jugadores que también hayan bebido esta poción. Las Pociones para la Batalla pueden ser obtenidas durante la caza o comprándolas a Eva Energy en Nosville o a Noelia Rosa en Port Alveus.

### Arena
Arena de Hielo
Para poder participar en un Icebreaker debes esperar a la ventana de participación para tu nivel: ésta aparecerá en determinados momentos en la parte inferior de la pantalla, en la ventana del evento. Para participar se requiere de una pequeña suma de oro. Después de que hayas entrado en un Icebreaker, debes esperar al mensaje "Ahora podéis atacaros mutuamente". Si en el curso del Icebreaker un personaje ha alcanzado los 0 HP, el personaje se congela y podrá ser descongelado con un doble clic por otros jugadores. Después ellos pertenecerán al mismo equipo. Los jugadores de un mismo equipo serán marcados con el mismo color. Quienes hayas sido congelados dos veces, serán expulsados del Icebreaker.
Arena Individual
En la Arena Individual puedes entrar a través de tu menú de técnicas (K) con la ayuda del Espiral del tiempo o dirigirte hacia Titus Trip quien puede ser encontrado en Nosville, el Monte Krem o en Port Alveuz. Para poder entrar en la Arena, se necesita 500 unidades de oro. En la Arena, al contrario de otros lugares, los SP no serán gastados. Aquí puedes transformarte sin necesidad de tenerlos.
Batalla Arco Iris
Para participar en una Batalla Arco Iris, tienes que ser cabeza de familia o representante de familia. La Inscripción para la Batalla Arco Iris la puedes obtener de Malcolm Mix. Como líder, al igual que en un Raid, abres el grupo haciendo doble clic. El grupo puede tener hasta 15 jugadores. La Batalla Arco Iris se lleva a cabo solamente a ciertas horas. La inscripción del grupo la puedes hacer donde Titus Trip 20 minutos antes de que empiece la Batalla. Las inscripciones se cerrarán 5 minutos antes de que inicie la Batalla. El ganador de la Batalla Arco Iris es aquel, cuyo grupo sostenga la mayor cantidad de cristales al final de la Batalla. No obstante, hay que tomar en cuenta que los distintos campamentos tienen diferentes valores de cristales, los que se pueden distinguir en el Minimapa. La familia del ganador no gasta ningún SP durante 3 horas después del término de la Batalla.

## Sistemas Colectivos

### Raids
El Raid: El Raid es la denominación para un asalto contra un monstruo fuerte. Este asalto puede tener de 5 hasta 15 jugadores. La terminación exitosa de un Raid será recompensado con una caja de regalos, en la cual pueden encontrarse ítems poderosos. Para poder crear un Raid, se necesita un Sello del Raid. Durante el Raid hay que cumplir determinadas misiones para que se abra el área del jefe. Para lograrlo, se tendrá que eliminar a determinados monstruos o utilizar ciertas palancas. Pero cuidado; también los Raids tienen un límite de tiempo, ¡por eso date prisa! En cuanto el área del jefe se abra, el jefe de Raid puede ser atacado. En caso de que se gasten todas las vidas durante el Raid, el Raid fallará y si el jefe llega a ser derrotado, el Raid será ganado.
Obtener un Sello del Raid Para obtener un Sello del Raid tienes que encontrar el Time- Space del individuo escocido y concluir éste con éxito. Podrás obtener un fragmento de la piedra del Time-Space para el individuo cazando monstruos. Después de terminar esta misión, deberás cumplir más misiones o obtendrás el Sello del Raid.
Crear equipo para el Raid Para crear un Raid, necesitas un Sello del Raid. Haciendo doble clic en este sello te conviertes en el director de un equipo del Raid. Cada Raid tiene un nivel mínimo y un nivel máximo que puede ser distinguido en el Tooltip del sello. Para poder entrar en un Raid, el jugador debe tener el nivel mínimo. Los jugadores que estén en un nivel superior al requerido, pueden entrar a pesar de ello en el Raid además no recibirán joyero de agresión, si el jugador sobrepasa 10 niveles o más del máximo permitido participará en la Misión del Ayudante del Raid (Puede completarse 1 vez al día por Raid) y su recompensa es de un pergamino que puede venderse en cualquier NPC por 12.000 de oro. No obstante, ellos no obtendrán ninguna recompensa tras finalizar el Raid. El director del Raid será resaltado con el color azul en la lista. Siendo director de un equipo del Raid, puedes invitar a otros jugadores o retirarlos de tu grupo. Puedes invitar miembros marcándolos e invitándolos al grupo o con la ayuda de la lista del Raid (K).
Iniciar Raid Un Raid tiene que estar conformado por lo menos de 5 miembros y puede tener máximo 15 miembros. Además, cada Raid tiene un nivel mínimo que tiene que ser cumplido. Para iniciar el Raid, el director del Raid tiene que entrar en el portal del Raid que se halla en el área de ingreso del Raid. Todos los miembros del Raid que se encuentren en el área de ingreso, serán teletransportados al mapa del Raid. Los demás serán apartados del Raid. Antes de entrar en el Raid, el director del Raid puede teletransportar a su posición a todos los miembros del Raid con una [Piedra de Equipo].
Abandonar/Disolver Raid/strong> Para disolver o abandonar un Raid, utiliza la flecha en la ventana de información del Raid.
Lista del Raid: Como líder del Raid puedes hacer que otros jugadores entren en tu equipo por medio de la lista del Raid. Pero primero es necesario registrarlo: Abre la lista del Raid (tecla K) y haz clic en [Inscribir grupo]. Para borrar al Raid de la lista, bastará proceder del mismo modo. Si en cambio eres un jugador que quiere entrar en un Raid, deberás elegir un equipo presente en la lista y, si no está lleno, podrás hacer clic en [Volverse miembro del grupo].

### Batalla Instantánea
Para participar en una Batalla Instantánea debes esperar a la ventana de participación para tu nivel: ésta aparecerá en determinados momentos en la parte inferior de la pantalla. Una vez que la batalla ha iniciado, aparecerán monstruos con diferentes niveles que deberás eliminar. Como recompensa obtendrás ítems, oro y fama. La Batalla Instantánea es también llamada "CI" que viene de combate instantáneo y se produce cada dos horas en las hora pares (00-02-04...14-16).

### LOD
El Reino de la Muerte es una arena de familia. La entrada se encuentra en el Acantilado de la Puesta del Sol. Para llegar a este lugar, puedes caminar hasta ahí o comprarle un Teletransporte para el Acantilado de la Puesta del Sol a Malcolm Mix en Nosville o a Marvin Magicus en Port Alveus. El Reino de la Muerte está abierto solamente a ciertas horas del día, las cuales varían según el canal. Para poder entrar en el Reino de la Muerte, tienes que ser miembro de una familia y ser superior del nivel 55. En el Reino de la Muerte te esperan monstruos poderosos. El Demonio Volador de Fuego (llamado también Coco) aparecerá después de cierto tiempo; luego habrá puntos de experiencia dobles. En cuanto el Demonio Volador de Fuego aparezca, ya no será posible entrar en el Reino de la Muerte. Por lo tanto, ten cuidado de no morir. Solamente bebiendo la Poción de Savior te será posible permanecer en el Reino de la Muerte después de morir, estas poción son dropeadas por cualquier enemigo del Reino de la Muerte (Lod). En este mismo mapa se encuentra GK, es una zona específica para los nivel superior al 80.